# Пергамска краљевина
Пергамска краљевина је била хеленистичка држава коју је основао краљ Атал I у 3. веку п. н. е. Краљевство се постепено ширило и достигло свој врхунац 188. п. н. е. после Апамејског мира. Године 133. п. н. е. краљ Атал III је завештао своје краљевство Римској републици.

## Територија и уређење
Пергам је стари грчки град који се налазио у Мизији, у северозападној Анадолији, удаљен 25 km источно од Егејског мора, а свакако је господарио целом долином реке Каик у Мизији. Због овог свог изванредног географског положаја Пергам је играо веома важну улогу током хеленистичког периода. Пергам ће се временом територијално проширити и под династијом Аталида постати један од центара политичке, трговачке, и културне моћи хеленистичког истока. 
Територија на којој се налазила и развијала Пергамска краљевина, због свог веома значајног стратешког положаја на месту где се додирују Азија и Европа, имала је буран историјски развој и била поприште бројних сеоба и освајања. Анадолијом су кроз историју владали Хетити, па се ту касније налазило Фригијско краљевство. Ово подручје било је и под влашћу, у једном периоду, веома јаког Лидијског краљевства до његовог последњег владара Креза.
У 6. веку п. н. е. персијска династија Ахеменида је завладала овим подручјем да би га Александар Велики покорио 334 године п. н. е. У Пергаму су од тада владали грчки тирани који су Персијском царству док је постојало плаћали данак. Након пропасти Персијског царства, Александар Велики ће завладати овим подручјем, а после његове смрти освојиће га његов генерал Лизимах, који ће ту сместити и своју ратну касу са доста блага. Филетер коме је Лизимах одраније поверио чување тврђаве и блага у Пергаму, искористиће Лизимахову смрт да се прогласи независним и да приграби његово благо. Од те 281. п. н. е. Пергам се може сматрати самосталним (не и потпуно независним), а Филетер оснивачем династије Аталида, која ће Пергамом владати непрекидно од 281-133 године. Аталиди су од Пергама направили чврсту државу монархистичког облика, са својом неограниченом влашћу. Прва два владара, с обзиром да нису имали синове су усвојили своје рођаке. Атала I, наследиће његов најстарији син Еумен II, али Еумена II, због малолетности Атала III, сина Еумена II, наследиће његов брат Атал II. Што се тиче наследства Полибије поводом смрти краља Атала I каже „што је најважније оставио је четворицу одраслих синова и тако добро уредио питање наследства, да је деци његове деце власт предата без икаквих борби“.
Пергам је свакако имао проблема због свог географског положаја па је тако често морао да се брани са истока од експанзије Селеукида, а у другом веку п. н. е. са запада се све више осећао утицај ојачале Римске републике. То је и био разлог што ће последњи пергамски краљ Атал III целокупну територију своје државе завештати Римској републици. У каснијим вековима после слабљења моћи Римског царства ова територија, је претрпела инвазије контингената разних војски и народа да би од 15. века дошла под контролу Османског царства. Од 1923. године ова територија поклапа се са историјом модерне Турске, а некадашњи град Пергам, данас је Бергам североисточно од Измира.

## Почеци стварања самосталне државе
Историја и успон Пергамске краљевине везују се за период хеленизма и настанак хеленистичких држава, након смрти Александра Великог. Иако није спадао у први ред хеленистичких држава Пергам је у хеленистичком периоду играо веома битну улогу у западном Средоземљу, под династијом Аталида која је од Пергама поред важног центра политичке, начинила центром пре свега културне моћи. Наравно, захваљујући свом географском положају Пергам се временом развио и у економско-трговачком смислу.
Постанак и развој Пергамске краљевине, је уско повезан са ратовима који су вођени међу дијадосима (реч дијадох на грчком има значење наследник) дословно наследницима Александра Великог, али не и фактички, јер су њихове намере биле дезинтегративне, без икаквих озбиљних намера да очувају огромно царство. У том смислу почело је дељење државне територије Александровог царства међу дијадосима, што је фактички означило и почетак распада царства. Један део Александрове државе са центром у Египту добио је Птолемеј, Селеук је у почетку без већег значаја остао у Вавилону, Кратер и Антипатер су најпре заједнички владали Македонијом. Ту ће се касније развити велике хеленистичке државе, које ће бити центри ширења хеленистичког утицаја и културе. 
Међутим, за ову тему највећи значај, свакако има развој и ширење оног дела територије који је добио још један међу дијадосима, Александров генерал Лизимах. Лизимах је након Александрове смрти добио на управу Тракију, али ће његов утицај међу дијадосима временом расти, а раст утицаја пратиће и повећање територије под његовом управом. Током борби дијадоха против Антигона Једнооког, Лизимах ће заузети Пергам и претворити га у своју базу, а његову одбрану поверити једном свом официру по имену Филетер. У Пергаму је била смештена и ратна каса генерала Лизимаха, и његово нагомилано благо, које је по сведочењу Страбона износило девет стотина талената у сребру. У каснијем периоду Лизимаху ће се наметнути проблеми са ојачалим Селеуком, и њих двојица као најјача два преостала дијадоха, сукобиће се у бици код Корупедије у Малој Азији 281. п. н. е. Лизимах је у овој борби поражен, а до тада верни Лизимахов саборац Филетер постао је након битке код Корупедије, исто тако веран и одан присталица Селеука. Филетер је свакако био способан да процени ситуацију, до битке код Ипса 301. п. н. е., он је подржавао Антигона, после његовог пораза Лизимаха, а после 281. победника код Корупедије Селеука, стајући увек на страну најјачег дијадоха.
Прилика се указала веома брзо јер је већ 281. п. н. е. Селеук страдао од руке египатског принца Птолемеја Керауна. Апијан сведочи како је Филетер тада за „много новца“ откупио Селеуково тело, спалио га и пепео послао Антиоху. После ових догађаја Пергам се може сматрати независном краљевином, а Филетер оснивачем династије Аталида. Међутим, Пергам је у почетку ипак плаћао данак Селеукидима и на тај начин, макар био и номинално под њеном контролом. 
Филетер ће владати Пергамом непрекидно од 281. до 263. п. н. е. Филетер је, нарочито након Селеукове смрти, пажљиво учвршћивао аутономију, а захваљујући великом Лизимаховом богаству, које је присвојио након његове смрти, постао је добротвор многих суседних градова и храмова. Такође, помагао је и неке градове у Малој Азији за време инвазије Гала, а за време његове владавине изграђен је и Акропољ на Пергаму. Све ово је као резултат имало повећање Филетерове споствене моћи, а самим тим и утицај Пергама се веома брзо ширио. 
Филетер се никада није женио, а с обзиром да је био евнух, што је чињеница коју потврђују и Страбон и каснији пергамски краљ Атал I, није могао имати деце. Он је због тога усвојио свог нећака Еумена, који ће га наследити на месту владара Пергама, након његове смрти 263. године. 
Еумен I (263. п. н. е.-241. п. н. е.) је био син Филетеровог брата Еумена и Сатире, ћерке Посејдонија. На престо је ступио као усвојени Филетеров син и одмах му се указала прилика да својој држави издејствује потпуну независност. Наиме после Филетерове смрти, Антиох I Сотер је одлучио да учини крај полунезависном положају Пергама. Њему је сметао брзорастући значај овог града, па је одлучио да га потпуно освоји. Међутим, његови планови претворили су се један велики крах и он је поражен од стране пергамског краља Еумена I близу Сарда 262. п. н. е., а само годину дана касније 261. п. н. е.сам Антиох ће умрети. Након ових догађаја Пергам ће постојати као потпуно независна краљевина.
Еумен I је проширио своје поседе успостављајући гарнизон на северу, проширио се на исток, на североисток до близу извора реке шшЛикусђђ, а на југ до извора реке Каик. Постоји још један битан показатељ, недвосмислене и јасне пергамске независности од времена Еумена I, а то је новац. Наиме, док је у претходним годинама кован новац са ликом Селеука Никатора, Еумен I је исказујући своју независност почео да кује новац са ликом Филетера. После ослобођења од sелеукидске власти, Пергам се за време Еумена I није мешао у сукобе између Птоломеида и Селеукида. У то време су и Гали веома учестало, пљачкали и пустошили регион. Еумену је успевало да од овог девастирајућег елемента, сачува слободу и територију Пергама, највероватније плаћајући им данак. Не зна се поуздано да ли је Еумен имао деце. Можда је имао једног сина који је умро пре њега. Еумен I је због тога усвојио свог рођака Атала, који ће га и наследити на престолу након његове смрти 241 године п. н. е.

## Пергам на врхунцу моћи: Атал I и Еумен II
Атал I (241. п. н. е.-197. п. н. е.) је био први аталидски владар, који је узео титулу краља 238. године. Он је био син Атала и сиријске принцезе Антиохе. У првима годинама његове владавине њему ће се, као и његовом претходнику Еумену I, наметнути проблеми са Галима. Док је његов претходник то решио тако што им је плаћао данак, Атал је то одбио и и сукоби су били неминовни. Године 238 уследио је напад Гала, Атал I их је сачекао близу ушћа реке Каик, и однео одлучну победу. Након тога је следећи пример Антиоха I, узео име Сотер (има значење спасилац), и што је још важније узео титулу краља, поставши тако први титуларни краљ Пергама. 
Неколико година касније, након прве победе над Галатима, Пергам је поново био нападнут, овога пута раније побеђени противник био је удружен са снагама Антиоха Хијеракса (Јастреба), брата Селеука II, који је држао неке поседе у Малој Азији. Атал I ће удружене Гале и Антиоха победити у бици код Афродизија и нешто касније у другој бици на истоку. После овог пораза Антиох Хијеракс се упустио у низ авантура, падајући све ниже док га коначно нису убили његови најамници. Ово је за резултат имало проширење Аталове контроле на Селеукидску Малу Азију, северно од планине Таурус. Након тога уследио је један напад Селеука III Керауна, старијег сина Селеука II, који је покушао да врати изгубљене територије, али га је способни Атал I поразио, а Селеук III је погинуо. 
Атал I, учествовао је као римски савезник, у два Македонска рата, и управо за време његове владавине, Пергам је почео постепено да трпи, снажнији утицај Рима, што ће се још више изразити у периоду, након његове смрти. Атал је био ожењен Аполонидом, и имали су четири сина, Еумена, Атала, Филетера и Атенеја. Наследиће га (по начелу примогенитуре), његов најстарији син Еумен.
Еумен II (197п. н. е-158п. н. е) био је други титуларни краљ Пергама. Син краља Атала I и краљице Аполониде, он је у потпуности следио политику свог оца, сарађујући са Римом, пре свега против Македоније, а затим и Селеукидске експанзије ка Егеју. Био је главни савезник Рима у борби против Антиоха III Великог, и допринео његовом поразу у бици код Магнезије 190. п. н. е. Након Апамејског мира 188. п. н. е., примио је као римски савезник, под своју управу области Фригију, Лидију, Ликију, Писидију и Памфилију. За време његове владавине Пергамска библиотека, основана још за време Атала I, постала је центар учености и књижевности. Био је ожењен Стратоником, ћерком Аријарата IV, краља Кападокије, и његове жене Антиохе, и имали су сина Атала. С обзиром да је Еуменов син Атал, био малолетан, престо ће приграбити његов брат Атал II, који се оженио краљевом удовицом. 
Атал II Филаделф (владао 160-138) претпоследњи краљ Пергама био је други син Атала I Сотера, и његове жене Аполониде, а на престо је ступио тако што се оженио Стратоником, удовицом свога брата Еумена II. У то време је законити наследник пергамског престола (по принципу примогенитуре) Атал III, син краља Еумена био малолетан. Пре него што је постао краљ Атал је вршио дужност војног команданта. Године 190. п. н. е. пружио је отпор нападима Селеукида, а следеће 189, борио се са римском армијом, под командом Гнеја Манилија Вулса у Галатији. Године 182. п. н. е., поново је ратовао против Селеукида, и коначно помагао је римску армију у Трећем македонском рату.
Одмах пошто је постао краљ, учествовао је у бици против Прусије II, подржавао је Александра Баласа претендента на селеукидски престо, а такође и Никомеда II Епифана претендента на битинијски престо. Атал II, проширио је своје краљевство, уз помоћ свог доброг пријатеља, Аријарата V од Кападокије, и основао градове Филаделфију и Аталију. У својим старијим годинама поставио је главног министра, званог Филопемен, који му је помагао у државним пословима.

## Крај Пергамске краљевине: Атал III
Атал III (владао од 138-133) био је последњи краљ Пергама. Наследио је свог стрица Атала II, јер му је због старосних граница било онемогућено да наследи свога оца. Атал није много био заинтресован за владање Пергамом, већ се више посвећивао проучавању медицине, ботанике и осталих наука. Није имао мушких потомака, и његова последња жеља је била да целокупно своје краљевство, након његове смрти остави Римској републици. Атал III умро је 133 године п. н. е., а територија његове државе је, по његовој жељи остављена Римској републици. Убрзо након Аталове смрти у Пергаму је избио устанак који је подигао Аристоник, незаконити син Еумена II. Прогласивиши се за Еумена III он је стао на чело устанка против Рима. Аристоник је водио успешну двогодишњу борбу (132-130) и чак је код Леуке поразио римског конзула Публија Лицинија Краса који је у бици и погинуо. Међутим Аристоникове снаге биле су недовољно јаке и исцрпљене и Красов наследник Марко Перперна поразио их је у бици код Стратоникеје 129. године. Аристоник је заробљен и одведен у Рим, где је задављен у тамници. Након сламања устанка Римљани су на територији бивше Пергамске краљевине основали провинцију Азију.

## Културни живот
Поред јаке хеленистичке монархије чија се моћ и снага поштовала у целом хеленистичком свету, Аталиди ће захваљујући Лизимаховом богаству које су присвојили након његове смрти од Пергама начинити и престоницу велике културне моћи и достигнућа. За време Филетерове владавине изграђен је Акропољ на Пергаму, Еумен ће организовати свечаност у његову част који ће добити назив Еуменија и постати институција у Пергаму. Међутим убедљиво најзначајније културно достигнуће Пергамске краљевине и њених владара јесте Пергамска библиотека, основана за времена првог титуларног краља Пергама, Атала I. 
Атал I, који је првенствено био сконцентрисан на сликарство и вајарство, имао је импозантну колекцију уметничких дела, а наруџбинама од најбољих савремених уметника украсио је град пробраним скулптурама. За време његовог наследника Еумена II, Пергам и његова библиотека постају центар књижевности и учености. Пергамска библиотека је у то време била и највећи конкурент и равноправно је парирала и чувеној Александријској библиотеци. Ипак она никада неће достићи углед Александријске библиотеке, нити ће Аталиди успети да скупе толико учених људи у Пергаму колико Птоломеиди у Александрији. Учени људи и филозофи у Пергаму, нису се првенствено бавили критичким издањима старих писаца као што су то чиниле њихове колеге у Александрији, већ су пре свега писали научне студије о разним филолошким и другим темама. Најпознатији међу њима је био граматичар и дипломата Кратес из Малоса, који је једно време био и управник библиотеке. Вероватно је он урадио и каталог библиотеке по угледу на Калимахов пинакес (индекс књига). Осим каталога у Пергаму су настала многа значајна библиографска дела. У време свог највећег процвата, Пергамска библиотека је имала око 200.000 свитака. У Пергаму су рођени и грчки скулптор Епигон (III век п. н. е.), грчки архитекта и градитељ Аелије Никон (II век п. н. е.) и славни грчки лекар Гален (129-216 н. е.).

## Династија Аталида
- Филетер (282. п. н. е.–263. п. н. е.)
- Еумен I (263. п. н. е.–241. п. н. е.)
- Атал I Сотер (241. п. н. е.–197. п. н. е.)
- Еумен II (197. п. н. е.–158. п. н. е.)
- Атал II Филаделф (160. п. н. е.–138. п. н. е.)
- Атал III (138. п. н. е.–133. п. н. е.)
- Еумен III Аристоник (претендент, 133. п. н. е.–129. п. н. е.)